# Tom Hooper
Thomas George "Tom" Hooper (Londres, 1 d'octubre de 1972) és un director de cinema britànic d'origen australià.

## Biografia
Després d'un primer llargmetratge al voltant de l'entrenador de futbol anglès Brian Clough, The Damned United, estrenat l'any 2009, Tom Hooper es dona a conèixer al gran públic internacional l'any 2011 gràcies a la pel·lícula històrica El discurs del rei que acumula l'èxit de la crítica (amb 12 nominacions als Oscars, aconseguint 4 trofeus majors, entre els quals el de millor pel·lícula i millor director i del públic.
El 2012, dirigeix una adaptació cinematogràfica de la comèdia musical treta de la novel·la de Victor Hugo, Els Miserables, amb Hugh Jackman com a Jean Valjean i Anne Hathaway com a Fantine.
El 2013 és el president del jurat del 16è Festival internacional de cinema de Xangai.

## Filmografia
Filmografia:

### Cinema
- 2009: The Damned United
- 2010: El discurs del rei (The King's Speech)
- 2012: Les Misérables
- 2015: The Danish Girl
- 2019: Cats

### Televisió
- 1999: Cold Feet (sèrie TV; 2 episodis)
- 2005: Elisabeth I, amb Helen Mirren
- 2006: Longford
- 2008: John Adams (telefilm), amb Paul Giamatti i Laura Linney

## Premis i nominacions

### Premis
- 2006. Primetime Emmy al millor director de minisèrie o telefilm per Elizabeth I
- 2011. Oscar al millor director per El discurs del rei

### Nominacions
- 2008. Primetime Emmy al millor director de minisèrie o telefilm per Prime Suspect 6: The Last Witness
- 2008. Primetime Emmy al millor director de minisèrie o telefilm per John Adams
- 2011. Globus d'Or al millor director per El discurs del rei
- 2011. BAFTA al millor director per El discurs del rei
- 2013. BAFTA a la millor pel·lícula britànica per Les Misérables